# Alfredo Dinale
Alfredo Dinale (Vallonara, 11 marzo 1900 – Vicenza, 3 dicembre 1976) è stato un ciclista su strada e pistard italiano.
Professionista dal 1924 al 1937, fu medaglia d'oro olimpica nel 1924 nell'inseguimento a squadre.

## Carriera
Specialista sia della strada che della pista, ebbe un'ottima carriera da dilettante, culminata con la medaglia d'oro ai Giochi della VIII Olimpiade di Parigi 1924 nell'inseguimento a squadre, insieme ad Angelo De Martini, Aurelio Menegazzi e Francesco Zucchetti.
Nel 1924 ottenne il diritto a partecipare a corse professionistiche e si impose nella Coppa Bernocchi. Nel settembre dello stesso anno passò professionista con la Gloria e si impose nella Coppa Crespi. Negli anni successivi corse per la Legnano, l'Olympia e la Wolsit, ottenendo come principali risultati su strada due vittorie di tappa al Giro d'Italia 1929, alla Spezia e Milano. Partecipò complessivamente a 5 edizioni della corsa rosa, tra il 1925 ed il 1930.
Parallelamente all'attività su strada, che abbandonò nel 1930, ebbe una buona carriera su pista, vincendo le sei giorni di Dortmund nel 1929, di Parigi e di Francoforte nel 1931. Si ritirò definitivamente alla fine del 1934.
Il giorno 11 marzo 2016, a seguito del successo del libro “La Perla del Brenta” di Loris Giuriatti, il comune di Marostica decide di dedicare la pista ciclabile Vallonara-Marostica alla memoria di Alfredo Dinale.

## Palmarès

### Strada
- 1924

Coppa Bernocchi
- 1929

11ª tappa Giro d'Italia (Siena > La Spezia)
14ª tappa Giro d'Italia (Alessandria > Milano)

### Pista
- 1924

Giochi olimpici, Inseguimento a squadre (con Angelo De Martini, Aurelio Menegazzi e Francesco Zucchetti)
- 1929

Sei giorni di Dortmund (con Karl Göbel)
- 1930

Sei giorni di Yverdon
- 1931

Sei giorni di Parigi (con Pietro Linari)
Sei giorni di Francoforte sul Meno (con Karl Göbel)

## Piazzamenti

### Grandi giri
- Giro d'Italia

1925: ritirato
1926: ritirato
1928: 19º
1929: 40º
1930: 29º

### Classiche
- Milano-Sanremo

1924: 16º
1925: 7º
- Giro di Lombardia

1924: 10º
1925: 14º

### Competizioni mondiali
- Giochi olimpici

Parigi 1924 - Inseguimento a squadre: vincitore